# Erioptera (Erioptera) gorgona
Erioptera (Erioptera) gorgona is een tweevleugelige uit de familie steltmuggen (Limoniidae). De soort komt voor in het Palearctisch gebied.